# ヤコポ・リッカチ

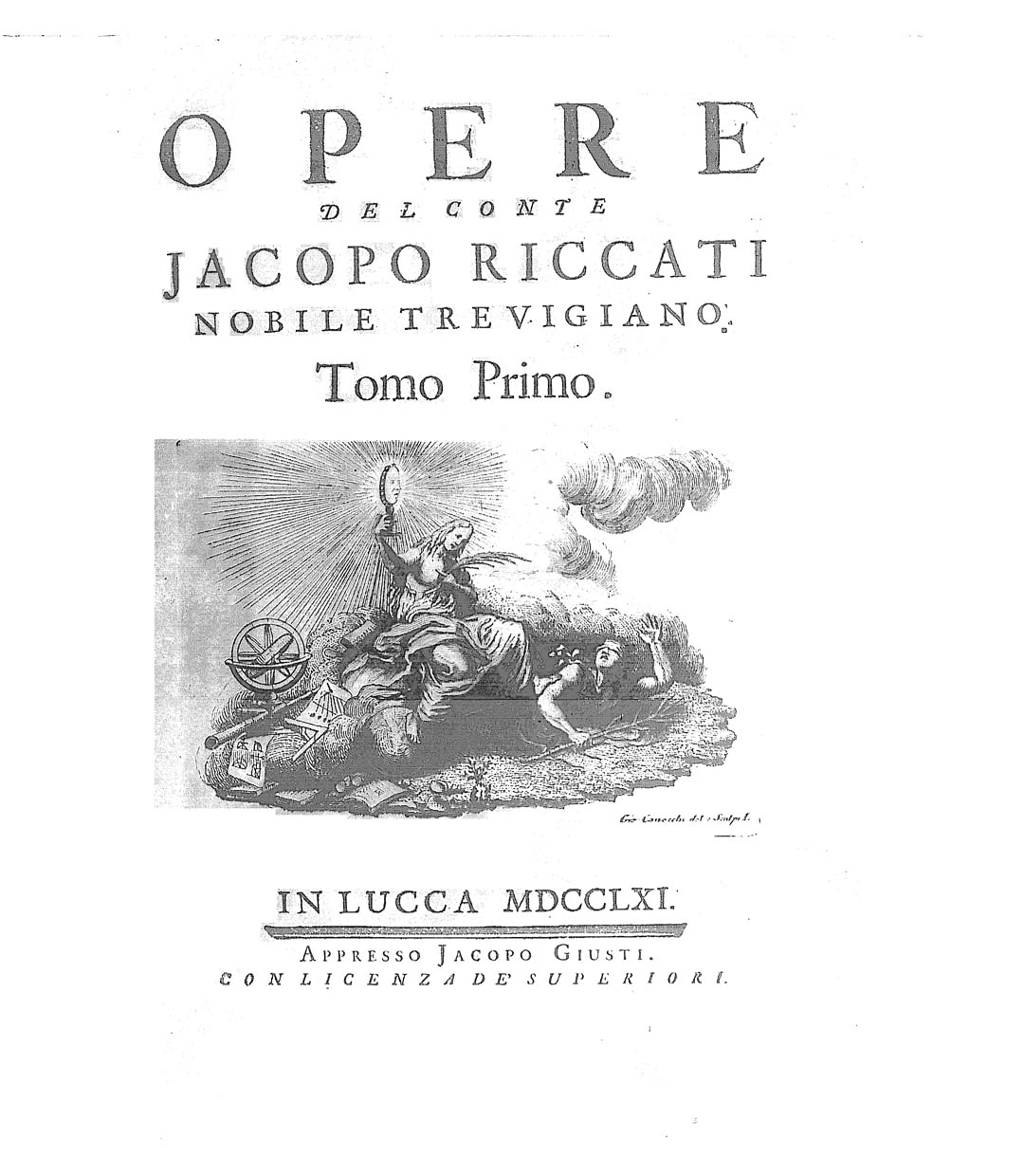
Opere, 1761

ヤコポ・フランチェスコ・リッカチ（Jacopo Francesco Riccati、1676年5月28日 - 1754年4月15日）はイタリアの数学者。リッカチの微分方程式で知られる。